# Панайот Панайотов (революционер)
Панайот Фичев Панайотов - Йотата е български революционер, деец на Вътрешната македоно-одринска революционна организация и на Българската комунистическа партия.

## Биография
Панайот Панайотов е роден на 12 юли 1882 година в земеделско семейство в петричкото село Левуново, което тогава е в Османската империя. Става член на ВМОРО. Участва в Балканската война в 1912 - 1913 година като доброволец в Македоно-одринското опълчение на Българската армия. Взима участие и в Първата световна война.
След войната образува комунистическо ядро в Левуново. Убит е на 7 юли 1924 година от дейци на ВМРО.